# Vaniljlök
Vaniljlök (Nothoscordum borbonicum) är en amaryllisväxtart som beskrevs av Carl Sigismund Kunth. Vaniljlök ingår i släktet vaniljlökar, och familjen amaryllisväxter. Inga underarter finns listade i Catalogue of Life.